# Колтон (Јужна Дакота)
Колтон (енгл. Colton) град је у америчкој савезној држави Јужна Дакота.

## Демографија
По попису из 2010. године број становника је 687, што је 25 (3,8%) становника више него 2000. године.
| Група             | 2000.       | 2010.       |
| Белци             | 651 (98,3%) | 672 (97,8%) |
| Афроамериканци    | 0 (0,0%)    | 1 (0,1%)    |
| Азијати           | 0 (0,0%)    | 0 (0,0%)    |
| Хиспаноамериканци | 8 (1,2%)    | 5 (0,7%)    |
| Укупно            | 662         | 687         |